# Ismat ad-Din Khatun
Ismat ad-Din Khatun, död 1186, var en av hustrurna till sultan Saladin av Egypten och Syrien (regent 1171-1193). Hon är den enda av Saladins hustrur som det finns lite mer information om. 
Ismat ad-Din Khatun var dotter till emir Mu'in ad-Din Unur av Damaskus. Hon giftes 1149 bort med Nur ad-Din. Äktenskapet fullbordades aldrig. Hennes make avled 1174. 
Hennes makes förre general Saladin erövrade vid denna tid tronen i både Egypten och sedan Damaskus. Han gifte sig 1176 med Ismat för att legitimera sitt innehav av Damaskus. 
Hon var inte Saladins enda hustru, men hon är den enda som man har mer utförlig information om. Det tycks inte som om hon hade några barn med Saladin. Paret brevväxlade när Saladin var frånvarande. Hon finansierade flera projekt i Damaskus, bland annat en madrasa och ett mausoleum för hennes far. Hon uppges ha varit sjuk i tuberkulos, och avled i pesten 1186.